# 勺窝镇
勺窝镇是中华人民共和国贵州省毕节市纳雍县下辖的一个乡镇级行政单位。
2015年9月29日，贵州省人民政府批复同意撤销勺窝乡建制，设置勺窝镇。撤乡设镇后，行政区域和政府驻地不变。

## 行政区划
勺窝镇下辖以下地区：
黄河村、大冲口村、岭岗村、大土寨村、对门坡村、汗齐脚村、湖坝村、老营村、六营村、没天地村、糯谷珠村、群兴村、沙土村、勺窝村、水沟村、高石坎村、五一村、务井村、香车河村、压落村、鱼塘坎村、中心村和挖煤沟村。